# Мёрон, Максимилиан де
Максимилиан де Мёрон (фр. Maximilien de Meuron; 7 сентября 1785, Corcelles-près-Concise, Во — 27 февраля 1868[…], Невшатель) — швейцарский художник-пейзажист.

## Биография

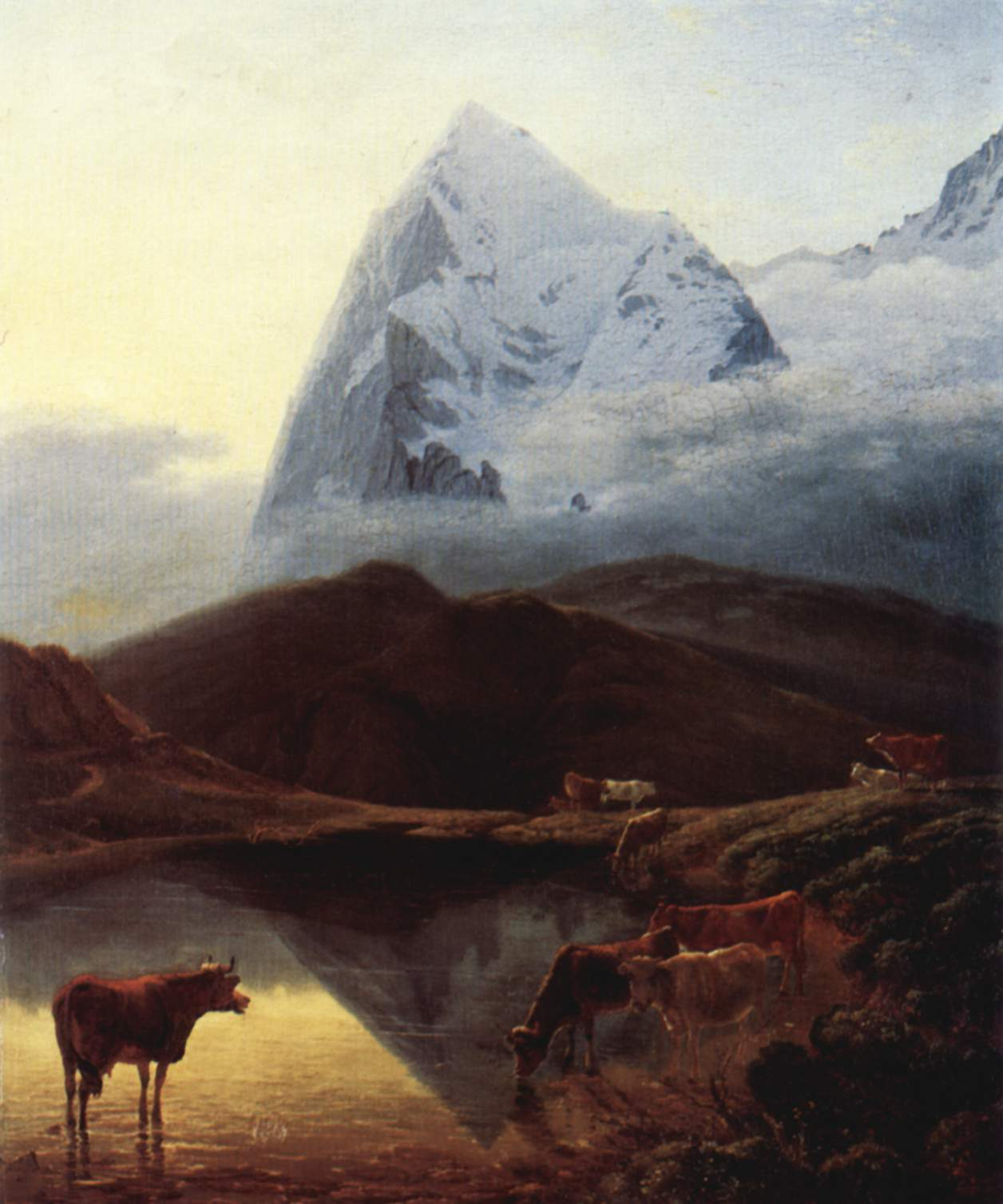
Альпийский пейзаж

Родился в 1785 году в обеспеченной франко-швейцарской дворянской семье в современном кантоне Во. Первоначально учился на юриста в Берлинском университете, однако, в дальнейшем увлёкся живописью. Посетил с образовательными целями Францию и Италию, в особенности Неаполь и Париж. На формирование творческой манеры Мёрона-пейзажиста оказали влияние как его старшие швейцарские современники, так и классики французского пейзажа —Никола Пуссен и Клод Лоррен.
Вернувшись на родину, де Мёрон писал преимущественно альпийские пейзажи, в свой черёд оказав влияние на стилистику работ своих младших современников, таких, как Александр Калам.
Проживал в кантоне Невшатель, где был организатором местной художественной жизни: участвовал в основании Художественного музея и Общества любителей искусства, выставочной деятельности. 
В 1825 году стал действительным членом (академиком) Прусской академии художеств. Его учеником был сын, Альбер де Мёрон.
Скончался Максимилиан де Мёрон в 1868 году в Невшателе. В Музее искусства и истории Невшателя сегодня можно увидеть бюст художника и ряд его картин.

## Примеры пейзажей

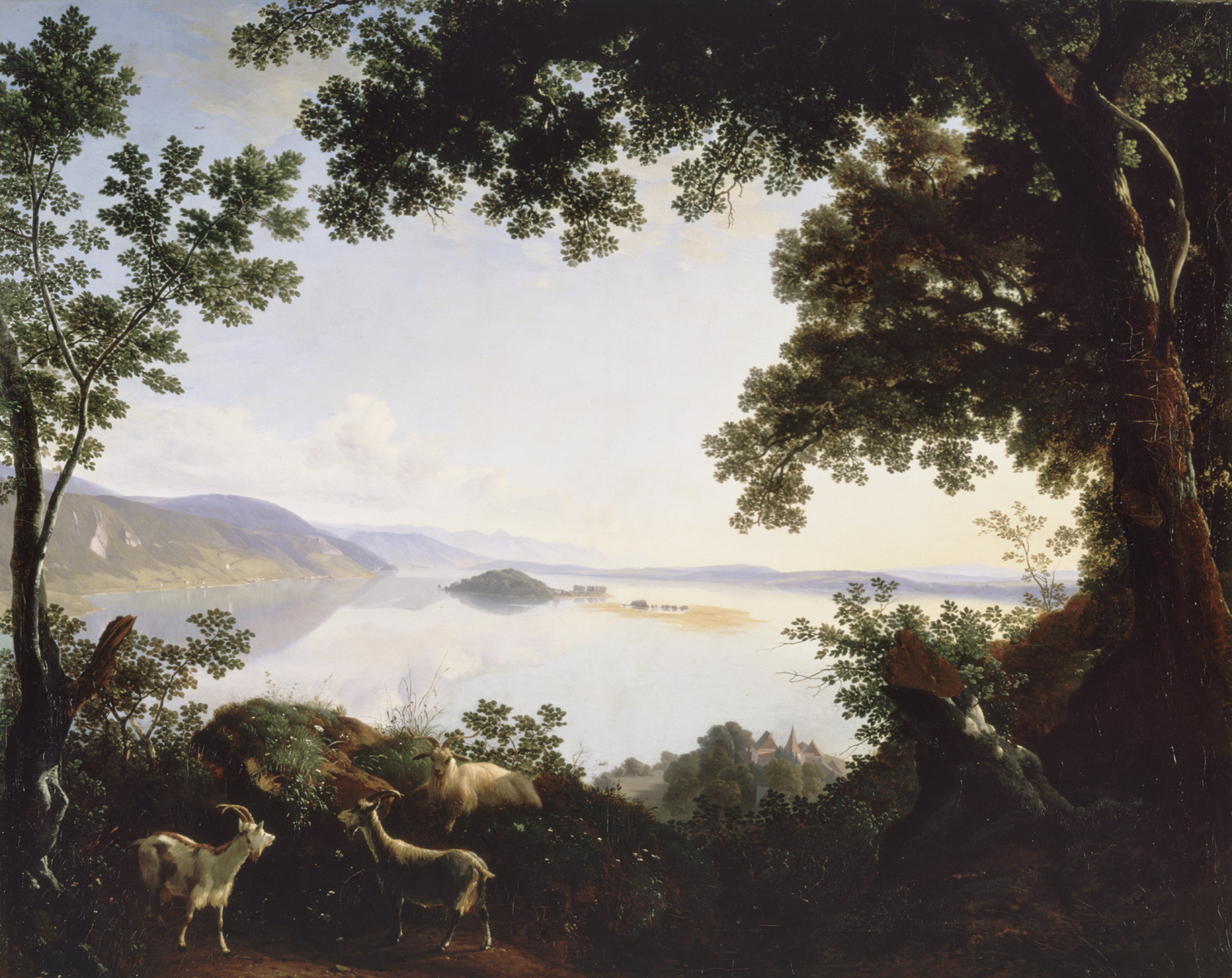
Вид на остров Санкт-Петер (Сен-Пьер) на Бильком озере, 1825
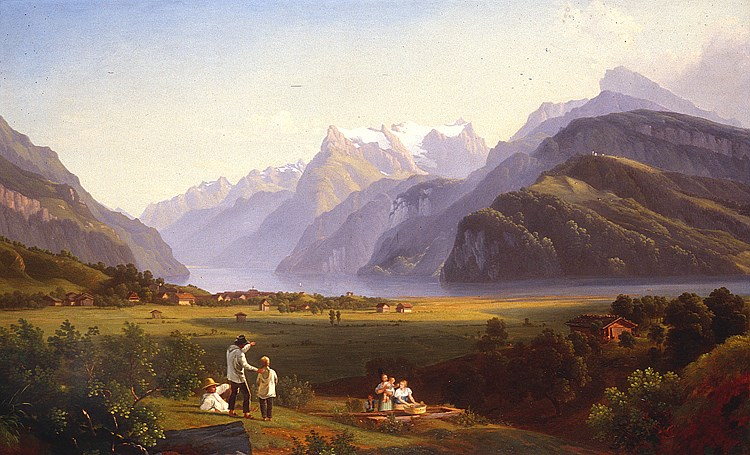
Вид на гору Ури Ротшток от города Бруннена